# Jean-Reinhard Ier de Hanau-Lichtenberg
Pour les articles homonymes, voir Hanau (homonymie).
Jean-Reinhard Ier de Hanau-Lichtenberg est né le 13 février 1569 à Bitche et mort, à l'âge de 56 ans, le 19 novembre 1625 à Lichtenberg. Sixième comte de Hanau-Lichtenberg, il gouverna son comté durant 26 années, de 1599 à 1625.

## Enfance et jeunesse
Jean-Reinhard Ier est le fils du comte Philippe V de Hanau-Lichtenberg (*1541; † 1599) et de la première épouse de ce dernier, la comtesse Louise-Marguerite de Deux-Ponts-Bitche (*1540; † 1569). Jean-Reinhard Ier fut baptisé le 28 février 1569 à Bitche.
Il fréquenta l'université de Strasbourg et effectua son Grand Tour à travers la France, l'Italie, les Pays-Bas et l'Angleterre. Après son mariage, son lieu de résidence favori fut le château de Babenhausen (de) en Hesse. Il s'intéressa à l'histoire, la généalogie et à l'héraldique.

## Famille

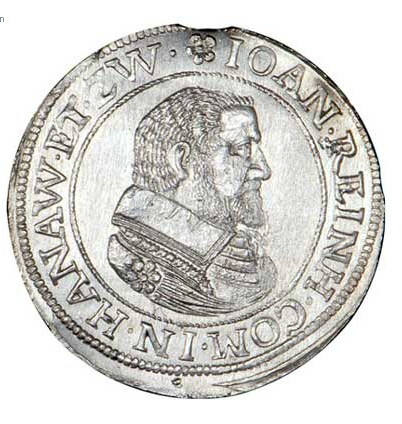
Monnaie en argent de Jean-Reinhard

Johann Reinhard Ier épouse le 22 octobre 1593 à Weikersheim Marie-Élisabeth de Hohenlohe-Neuenstein (* 12 juin 1576; † 21 janvier 1605 à Wœrth), fille du comte Wolfgang de Hohenlohe-Weikersheim (* 14 juin 1546; † 28 mars 1610) et de la comtesse Madeleine de Nassau-Dillenbourg (* 15 décembre 1547; † 16 mai 1643), une fille de Juliana de Stolberg et du comte Guillaume de Nassau-Dillenbourg. Marie-Élisabeth fut inhumée en l'église paroissiale luthérienne de Bouxwiller.
De cette union sont issus :
1. Philippe-Wolfgang né le 31 juillet 1595 à Bouxwiller, décédé le  14./24. février 1641 à Bouxwiller.
2. Agatha Marie (de) née le 22 août 1599 à Bouxwiller, décédée le 23 mai 1636 à Baden-Baden), épouse de Georges Frédéric de Ribeaupierre (*1593; † 1651).
3. Anne Madeleine née le 14 décembre 1600 à Bouxwiller, décédée le 22 février 1673), mariée plusieurs fois.
4. Élisabeth Juliana, née le 29 juin 1602 à Bouxwiller, décédée et inhumée le 21 avril 1603 à Wörth am Rhein.

Jean-Reinhard Ier épouse le 17 novembre 1605, après le décès de sa première épouse, la comtesse Anne de Salm (* 14 mars 1582; † 1636), fille du comte Frédéric Ier Rhein-und-Wildgraf à Neufville (* 3 février 1547; † 26 octobre 1608). Cette union resta stérile. Elle fut inhumée au cloitre de Schwarzach (de).

## Règne
À partir de 1572, il se trouva en conflit juridique contre le duc de Lorraine au sujet de l'héritage de la famille des Deux-Ponts-Bitche. Un compromis ne fut négocié qu'entre 1604 et 1606. Le conflit portait sur des biens situés à Bitche et à Lemberg. On arriva à un accord de partage et le bailliage de Lemberg revint au comte de Hanau et le comté de Bitche retourna au duc de Lorraine. 
Sous son règne fut créée en 1612, en sa ville de résidence de Bouxwiller, une école de latin, le Gymnase qui perdura jusqu'en 1792. Cet établissement fut le pendant de celui crée à Hanau par la branche des comtes de Hanau-Münzenberg. En 1613, le comté fut doté d'une Schulordnung ou ordonnance scolaire. La même année débuta à Bouxwiller la reconstruction de l'église paroissiale. 

Il conclut, en 1610, un contrat d'héritage avec le comte Philippe-Louis II de Hanau-Münzenberg, renouvelé en 1618. Mais ce n'est que son petit-fils Frédéric Casimir de Hanau-Lichtenberg qui se retrouva en possession du Hanau-Münzenberg en 1642.

Durant la guerre de Trente Ans, le comté souffrit d'être situé sur la limite de l'influence franco-germanique. Le comte Johann Reinhard chercha alors à mettre en place une politique de stricte neutralité. Les résultats n'en furent toutefois pas très heureux et bon nombre de ses localités eurent à souffrir de la guerre. En Alsace pour éviter des destructions, il se vit obligé de payer une rançon de 100 000 florins.

## Décès
Johann Reinhard Ier mourut le 19 novembre 1625 à Lichtenberg où il fut inhumé.